# William Jenkins Worth
William Jenkins Worth (Hudson, 1º marzo 1794 – San Antonio, 7 maggio 1849) è stato un generale statunitense della seconda guerra seminole (1835-1842) e della guerra messico-statunitense, che nel 1849 fondò come avamposto militare quella che sarebbe poi diventata la città di Fort Worth (conosciuta anche come Dallas-Fort Worth Metroplex), così denominata proprio in suo onore.